# Plinio Maggi
Plinio Maggi (Catania, 21 ottobre 1940 – Catania, 20 ottobre 2019) è stato un cantante, compositore e paroliere italiano.

## Biografia
Studente di farmacia all'Università degli Studi di Catania, inizia a comporre canzoni per hobby; spronato dagli amici, decide di iscriversi al Festival di Castrocaro nel 1965, e vince con la canzone Se le mie parole non bastano; grazie a questa vittoria ottiene un contratto discografico con la Meazzi. L'anno seguente partecipa al Festival di Sanremo con Io ti amo (canzone di cui è autore), in abbinamento con Anna Marchetti, ed al Cantagiro, con I miei pensieri.
Nel 1967 partecipa a Settevoci con La mano nella mano; nello stesso periodo inizia a comporre per altri artisti, come i Giganti per cui scrive Un uomo va, Leo Mauceri (Problema) ed Iva Zanicchi, che incide in Italia e fuori da essa la sua L'indifferenza.
Nel 1970 partecipa come autore al Festival di Sanremo con L'addio, interpretata da Michele e Lucia Rizzi.
L'anno successivo è invece l'autore (insieme ad Alberto Testa) di Nun è straniero, che avrebbe dovuto essere presentata da Angela Bini al Festival di Napoli, annullato poco prima dello svolgimento.
A metà degli anni settanta, conseguita la laurea, decide  di ritirarsi dal mondo della musica e di aprire e gestire una farmacia nella sua città.
Nel 2013 termina la scrittura della sua prima opera lirica, di nome "Mena".

## Discografia

### Discografia italiana

#### Singoli a 45 giri
- 1965 - Sei sola/Una storia senza fine (Ariel/Karim, NF 512)
- 1965 - Se le mie parole non bastano/Questa sera noi ci lasceremo (Meazzi, M 01285)
- 1966 - Io ti amo/Quando tu partirai (Meazzi, M 01287)
- 1966 - I miei pensieri/Giri, giri, fai dieci (CBS, 2255)
- 1967 - Che notte/È piccolo il cielo (CBS, 3040)
- 1967 - La mano nella mano/Calda estate (Rare, SIF NP 77503)

### Discografia estera

#### Singoli a 45 giri
- 1966: Quando tu partirai/Io ti amo (Belter, 07-244; pubblicato in Spagna)

#### EP
- 1966 - Io ti amo (Festival, 1474; pubblicato in Francia)

## Composizioni
- 1968: Iva Zanicchi - Chi come me (Ri-Fi, RFL-ST 14029, LP)
- 1968: I Giganti - Un uomo va (Ri-Fi, RFN NP 16275, 45 giri)
- 1969: Rossano - Così dolce, così cara (Variety, FNP NP 10140, 45 giri)
- 1969: Leo Mauceri - Problema (Variety/Ri-Fi, F 45 NP 10137, 45 giri)
- 1970: Michele - L'addio (Ri-Fi, RFN NP 16388, 45 giri)
- 1970: Lucia Rizzi - L'addio (Cetra, SP 1424, 45 giri)
- 1970: Giuliano e i Notturni - Serenata d'amore (Ri-Fi, RFN 16408, 45 giri)
- 1971: Angela Bini - Nun è straniero (Variety/Ri-Fi, FFN NP 10168, 45 giri)
- 1974: Iva Zanicchi - L'indifferenza (Ri-Fi, RFN NP 16562 45 giri)
- 1974: Iva Zanicchi - Amore in vendita (Ri-Fi, RDZ-ST 14252, LP)
- 1980: Domenico Modugno - Pomeriggio di favola (Carosello, Cl 20488, 45 giri)
- 1983: Fausto Leali - Camminando (DDD, DDD A 3328, 45 giri)